# عين ايدمة (المكلا)

تعديل مصدري - تعديل

عين ايدمة هي إحدى قرى عزلة المكلا بمديرية المكلا التابعة لمحافظة حضرموت، بلغ تعداد سكانها 34 نسمة حسب تعداد اليمن لعام 2004.